# 嘉行传媒
嘉行传媒（前名：嘉行天下），是由制作人、經紀人曾嘉、趙若堯攜手合伙人楊冪共同創建的中国娛樂產業公司。公司2014年成立，製作出品出多部知名影視作品。嘉行傳媒以「一嘉人 為夢想同行」為理念。主以偶像剧为主，其核心制作人为女演员杨幂（已解约），位于北京。嘉行傳媒為演員部、影視部，負責演員運營及影視製作；嘉行新悅為偶像（IDOL）部，負責愛豆運營。

## 经历
2013年3月31日，杨幂和旗下演员跟欢瑞世纪合作。
2014年10月，杨幂自立嘉行天下，其后改名嘉行传媒。另有投資成立多家子公司，霍爾果斯嘉行新劇影視文化有限公司、杭州嘉行悅喜影視文化有限公司、嘉行新悅影視傳媒有限公司、嘉行星光（重慶）影視傳媒有限公司、北京喜悅嘉行影視文化有限公司、霍爾果斯嘉行影視文化有限公司。
2023年5月，公司头部艺人兼第三大股东杨幂解约离开。

## 旗下艺人

### 嘉行傳媒[3]

#### 女藝人
- 迪麗熱巴
- 代斯
- 王一菲
- 袁雨萱
- 庄达菲
- 黄杨钿甜
- 张茗灿

#### 男藝人
- 高偉光
- 張雲龍
- 劉芮麟
- 賴藝
- 祝子
- 王一鳴
- 易大千
- 樊治欣
- 张淞
- 韩东霖
- 于垚

#### 已離開
- 女演員：杨幂、李溪芮、黃夢瑩、肖雨雨、楊誠誠、王俐丹、李婷婷、葛施敏、邱天、田轩宁、曲芷含、祝绪丹
- 男演員：刘恺威、邊宇、王驍、張彬彬

### 嘉行新悅[4]

#### 女藝人
- 田京凡（原嘉行新悦旗下女團COLOR成員，《創造營2020》選手）
- 蔡子伊（《2022中国好声音》全國總決賽亞軍）
- 卢美西

#### 男藝人
- 鄭博彰
- 周柯宇（前INTO1成員，原嘉行新悦旗下男團BEST成員，《創造營2021》第10名）
- 蔣熠銘（原嘉行新悦旗下男團BEST成員，《創造營2019》選手）
- 秦天（《創造營2019》選手）
- 周昊杉（藝人周柯宇之兄）

#### 已離開

##### 女藝人
- 王艺瑾（前硬糖少女303成員，《創造營2020》第3名）
- 張樂瑤（《上線吧！華彩少年》選手）
- 劉夢（《創造營2020》選手）
- 王雅樂（《青春有你（第二季）》、《Girls Planet 999》選手）
- 劉海涵（《青春有你（第二季）》選手）
- 陳亮言
- 崔文美秀（原嘉行新悦旗下女團COLOR成員，《創造營2020》、《Girls Planet 999》、《了不起舞社》選手）
- 唐珂伊（《青春有你（第二季）》選手）
- 敖心儀（《創造營2020》選手）
- 馮琬賀（原嘉行新悦旗下女團COLOR成員，《創造營2020》選手）
- 朱林雨（《青春有你（第二季）》選手）
- 吴佳潞

##### 男藝人
- 豐楚軒（原嘉行新悦旗下男團BEST成員，《創造營2019》選手）
- 趙宥維（原嘉行新悦旗下男團BEST成員，《創造營2019》選手）
- 朱品勳
- 徐聖茲（《創造營2021》選手）
- 何懿峻（《少年之名》、《創造營2021》選手）
- 錢政宇（《創造營2021》選手）
- 赵泽帆（原嘉行新悦旗下男團BEST成員，《創造營2019》選手）
- 卢奂瑜（《創造營2019》選手）

## 影視作品

### 電視劇
| 年份         | 劇名             | 出品 | 承製 | 備註 |
| ------------ | ---------------- | ---- | ---- | ---- |
| 歡瑞世紀時期 |                  |      |      |      |
| 2013年       | 《盛夏晚晴天》   |      |      |      |
| 2014年       | 《微时代》       |      |      |      |
| 2014年       | 《古剑奇谭》     |      |      |      |
| 嘉行天下時期 |                  |      |      |      |
| 2015年       | 《逆光之戀》     |      |      |      |
| 嘉行传媒時期 |                  |      |      |      |
| 2016年       | 檸檬初上         | 是   | 否   |      |
| 2016年       | 親愛的翻譯官     | 是   | 是   |      |
| 2017年       | 漂亮的李慧珍     | 是   | 是   |      |
| 2017年       | 三生三世十里桃花 | 是   | 是   |      |
| 2017年       | 周末父母         | 是   | 否   |      |
| 2017年       | 囧女翻身之嗨如花 | 是   | 否   |      |
| 2018年       | 談判官           | 是   | 是   |      |
| 2018年       | 烈火如歌         | 是   | 是   |      |
| 2018年       | 一千零一夜       | 是   | 否   |      |
| 2019年       | 築夢情緣         | 是   | 是   |      |
| 2019年       | 趁我們還年輕     | 是   | 是   |      |
| 2020年       | 三生三世枕上書   | 是   | 是   |      |
| 2021年       | 我曾記得那男孩   | 是   | 否   |      |
| 2021年       | 暴风眼           | 是   | 是   |      |
| 2021年       | 斛珠夫人         | 是   | 是   |      |
| 2022年       | 謝謝你醫生       | 是   | 是   |      |
|              |                  |      |      |      |
| 2023年       | 春家小姐是訟師   | 是   | 是   |      |
| 待播         | 好好說話         | 是   | 否   |      |

### 電影
| 年份   | 片名              | 備註 |
| ------ | ----------------- | ---- |
| 2015年 | 逆時營救          |      |
| 2015年 | 何以笙簫默        |      |
| 2015年 | 我是證人          |      |
| 2015年 | 怦然星動          |      |
| 2017年 | 傲嬌與偏見        |      |
| 2017年 | 繡春刀2：修羅戰場 |      |
| 2018年 | 寶貝兒            |      |

### 紀錄片
- 2020年：《藍色防線》